# Lux in Tenebris
Lux in Tenebris (Luz  na escuridão em latim) é uma frase que aparece no quinto versículo do primeiro capítulo do evangelho de João: "E a luz resplandece nas trevas, e as trevas não a compreenderam.", fazendo referência a Jesus Cristo, luz dos homens, mas estes não o compreenderam/aceitaram. Essa Frase também era o lema dos Valdenses e de sua igreja, simbolizada por um candeeiro sobre uma Bíblia, tendo sua chama cercada por sete estrelas.
É também o título de uma pequena peça teatral de um Ato, escrita em prosa em 1919, pelo dramaturgo alemão Bertolt Brecht, sob a influência de "that great Munich clown Karl Valentin" É o lema em várias universidades, como por exemplo: University of Liberia; Columbia University School of General Studies; St. John's College, Jaffna; e a Pontificia Universidad Católica del Perú.